# Inkumbent
Inkumbent är den som för närvarande innehar en politisk befattning. Detta ord används vanligen när man talar om val, som ofta är mellan den sittande och en annan person eller flera andra personer. Till exempel i presidentvalet 1964 i USA var Lyndon B. Johnson den dominerande inkumbenten, eftersom han var president vid den tiden. Inkumbent kan också användas inom idrott för att tala om ifall en idrottsman fortfarande innehar titeln eller utmärkelsen i fråga. 